# Giuliano e Basilissa
Giuliano e Basilissa (m. Antinoe, 304) sono stati due coniugi cristiani che subirono il martirio nella Tebaide durante il regno di Diocleziano e sono venerati come santi il 6 gennaio.

## Agiografia
Giuliano e Basilissa erano marito e moglie. 
Poco si sa di questi santi, a parte le leggende agiografiche tratte dai loro atti.
Non esiste documentazione storicamente attendibile relativa a questi due personaggi, e più di una volta questo Giuliano di Antinoe è stato confuso con Giuliano di Cilicia. 
Costretto dalla sua famiglia a sposare Basilissa, Giuliano era d'accordo con la sua sposa che avrebbero entrambi preservato la loro verginità. Giuliano poi incoraggiò Basilissa a fondare un convento per le donne, di cui divenne la superiora, mentre lui stesso raccolse un gran numero di monaci e si impegnò nella loro direzione. I due trasformarono la loro casa in un ospedale in grado di ospitare fino a mille persone.
Entrambi subirono il martirio durante la persecuzione di Diocleziano ad Antiochia, in Siria, per ordine del governatore Marziano, secondo i latini, a Antinoe, in Egitto, secondo i greci, che sembra più probabile.
Basilissa fu giustiziata per prima, insieme con le donne del monastero. Più tardi Giuliano e gli uomini furono messi in barili di pece ardente, ma questo non procurava loro alcun danno. Vedendo questo miracolo, il figlio del governatore, Celso, si convertì al Cristianesimo. Quando lui e gli altri vennero mandati in prigione, chiese di poter vedere sua madre Marcionilla. Quando lei giunse, ebbe una visione miracolosa che la convinse a diventare cristiana. 
Giuliano fu messo a morte per decapitazione. Celso, il giovane figlio di Marcionilla, fu martirizzato insieme a Giuliano. Il prete Antonio fu martirizzato al tempo stesso, così come un convertito e neofita di nome Anastasio.

## Culto
In ogni caso, questi due santi devono aver goduto di una grande reputazione in antichità e la loro venerazione era ben consolidata prima dell'VIII secolo. Nel Martyrologium Hieronymianum sono menzionati sotto il 6 gennaio; Usuardo, Adone, Notker di San Gallo e altri li mettono sotto il giorno 9 gennaio, e Rabano Mauro sotto il 13 dello stesso mese. 
(Martirologio Romano)